# Ісенко Віктор Васильович
Віктор Васильович Ісенко (нар. 24 квітня 1947) — радянський футболіст, нападник та півзахисник.

## Життєпис
У 1965 році грав за дубль одеського «Чорноморця». З 1966 року — у складі «Суднобудівника» (Миколаїв), у 1967-1969 роках у класі «Б» провів 33 матчі, відзначився трьома голами. Півфіналіст Кубку СРСР 1969 року. Кар'єру в командах майстрів завершив 1971 року в клубі другої ліги СКА (Одеса).